# كامبوروسو
كامبوروسو هي كوموني (بلدية)، تقع في مقاطعة إمبيريا في منطقة ليغوريا الإيطالية، وتجاورها مدينة جنوا التي تقع على بعد حوالي 160 كيلومتر (99 ميل) جنوب غرب، وأيضاً مدينة إمبيريا التي تبعد حوالي 45 كيلومتر (28 ميل) غرباً.
تحدّ مدينة كامبوروسو البلديات التالية:
- دولسياكوا
- سان بياجيو ديلا سيما
- فاليكروزيا
- فينتيميليا

## تاريخها
في 21 أبريل 1686، اجتمع ممثلو كل من القرى الآتية:
1. كامبوروسو
2. فالبونا
3. فاليكروزيا
4. ، سان بياغيو ديلا سيما
5. ، ساسو
6. ، سولدانو
7. بورجيتو سان نيكولو
8. بورديغيرا

وذلك لبناء ما أطلقوا عليه "Magnifica Comunità degli Otto Luoghi"، والتي يمكن ترجمتها بـ «المجتمع العظيم للقرى الثمانية»، وكانت غايتهم هي الاستقلال عن مدينة فينتيميليا المجاورة لهم والمنافسة ايضاً.

## روابط خارجية
- Official website
- more info about Camporosso  باللغة الإنجليزية